# Gianni Spano
Gianni Spano (* 29. September 1954 in Rom, Italien als Giovanni Francesco Maria Spanò) ist ein Schweizer Rock-Sänger, Komponist und Gitarrist.

## Leben und Wirken
Gianni Spano ist in Wien, Österreich aufgewachsen und in Bern, Schweiz beheimatet, wo er noch ein Medizin-Studium absolvierte. Er gilt als «Urvater» des Gurtenfestivals. Er war es, der als Erster 1974 die Idee hatte und auch verwirklichte, auf dem Hausberg Berns ein «Mini-Open-Air» mit einem Konzert von Rumpelstilz zu organisieren. Spano musste die Behörden (unter anderem die Stadtgärtnerei Bern) davon überzeugen, dass dadurch keine Schäden entstehen würden. Er ebnete damit den Weg für das Gurten-Folkfestival, das im Jahre 1977 über die Bühne ging.
- von 7 bis 13 Jahren klassischer Klavierunterricht
- ab 13 Jahren Gitarre und Gesang, erste Songs, erste Rock-Bands, Auftritte im Österreichischen Rundfunk
- spielte mit fast allen namhaften Musikern aus der Berner Rock-Szene von Polo Hofer bis Hanery Amman, von Span bis Housi Wittlin, von Slapstick bis Ocean
- Haus-Gitarrist bei Peter, Sue & Marc und Guy Magey (französischer Chansonnier, durch Vive La Moustache in den 70er Jahren populär geworden, produziert damals von Eric Merz und Andreas Vollenweider)
- In den 80er Jahren Solo-Deal bei Musik Vertrieb (Label Big Mouth), Tours mit Chi Coltrane und Randy Newman. Auftritte im Schweizer Fernsehen (Karussell, Szenenwechsel)
- 1983 Auftritt im großen Finale des Gurtenfestivals Stell dir vor... zusammen mit Span, Polo Hofer, Hanery Ammann, Marianna Polistena u. a.
- Ab 1983 eigenes Indie-Label Lazy Bear (siehe Diskografie)
- Kompositionen für andere Künstler, unter anderem Sue Schell
- Kompositionen und Tätigkeit als Studio-Musiker für Werbespots
- Ende Neunziger wieder ein eigenes Projekt gestartet
- Zusammenarbeit mit Peter von Siebenthal (ex-Züri West), Christoph Kohli (Span), Matthias Kohli (Span), Georges Müller (Span), HP Brüggemann (Polos SchmetterBand) u. a.
- 2004 Gründung der Gianni Spano Band
- April 2008 erster Platz beim Gurtenfestival-Voting mit Auftritt auf der Waldbühne des Festivals
- Seit 2008 auch in der Musical-Branche als Komponist tätig (Musical Mina und Lucy, Erstaufführung Ende 2009, Studio Bühne Bern Theater Remise)

## Diskografie
- Single My Own Wings / The Song Changes (1981) (Label Musik Vertrieb/Big Mouth)
- Single Darling / Hard Life (1981) (Label Musik Vertrieb/Big Mouth)
- LP Together in Zusammenarbeit mit Span, Tinu Diem, HP Brüggemann u. a. (1983) (Label Lazy Bear)
- Single Paper Tiger / Blue Reggae (1984) (Label Lazy Bear)
- CD Tough Work (2002) (Label Lazy Bear)
- Single Calling No Name / Xcuse Me Sir (2004) (Label Fon Ton)
- CD Traces / Tracce (2004) (Label Fon Ton)
- EP Lucia (2005) (Label Lazy Bear)
- CD Engelland (2006) (Label Lazy Bear)
- CD ALBA (The White Album) (2008) (Label Lazy Bear)
- CD Normal man (2010) (Label Lazy Bear)
- CD Never Always (2013) (Label Lazy Bear)